# Aarón de Anchorena

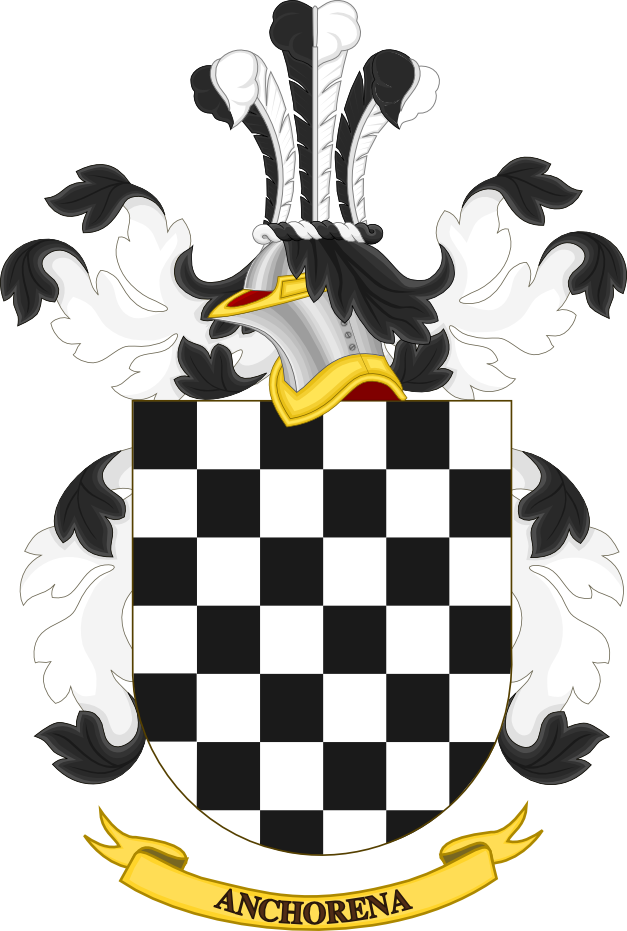
Escudo de Armas de la familia Anchorena

Aarón Félix Martín de Anchorena Castellanos (Buenos Aires, 5 de noviembre de 1877 - Estancia Anchorena, Colonia, Uruguay, 24 de febrero de 1965) fue un aristócrata argentino que se destacó como aviador pionero en el Río de la Plata y como estanciero en Uruguay.

## Biografía
Aarón de Anchorena nació el 5 de noviembre de 1877 en Buenos Aires, Argentina, y fue uno de los miembros de la acaudalada familia Anchorena, tradicionales estancieros del país. Fue el octavo de los diez hijos del matrimonio entre Nicolás Hugo Anchorena Arana —sobrino de Tomás Manuel de Anchorena, destacada figura de la independencia argentina— y Mercedes Castellanos de Anchorena, Condesa Pontificia —hija de Aarón Castellanos—.
Recibió el bautismo el 15 de diciembre de 1877 en la Basílica Nuestra Señora de la Merced, en Buenos Aires, siendo sus padrinos Fabián Gómez y Elena Serivener.
Desde muy joven Aarón sintió inquietud por el automovilismo y la aviación. En 1901 participó en la primera carrera de autos realizada en Buenos Aires en el Hipódromo Nacional, ubicado en los bajos de Belgrano, llegando en el primer lugar a bordo de un Panhard Levassor.
En 1902 Aarón viajó por la Patagonia a caballo con el apoyo del Presidente Julio Argentino Roca. Allí se encontró con el perito Francisco Pascasio Moreno y llegó hasta el Lago Nahuel Huapi y a la Isla Victoria.
Anchorena, con su empuje, le dio vida al Nahuel Huapi y a la Isla Victoria. También en 1902 consiguió que la Dirección de Tierras y Colonias le diera en arrendamiento la Isla Victoria, y en 1907 la Ley del Congreso N.º 5267 le otorgó el usufructo de por vida, aunque en 1911 Anchorena desistió de sus derechos.
Anchorena fue pionero y fomentó el turismo de esta zona andina. Introdujo animales exóticos como faisanes o ciervos, creó un vivero y forestó con más de dos mil especies de árboles de todo el mundo. También construyó un astillero en Puerto Anchorena, de donde se botaron los primeros barcos. Además, edificó casas para la administración, el muelle, corrales, trazó caminos y levantó un tambo.[cita requerida]
En 1905 voló con Alberto Santos Dumont y también con Paul Tissandier.
El 25 de diciembre de 1907, con el legendario globo «Pampero», que había traído desde Francia, Aarón realizó junto a Jorge Newbery el primer vuelo en cruzar el Río de la Plata desde el predio de la Sociedad Sportiva Argentina hasta Uruguay. Pero Anchorena tenía otra inquietud: instalarse en el departamento de Colonia, Uruguay, como estanciero. Su madre le adelantó parte de la herencia, con la cual adquirió 11.000 hectáreas de campo junto a la desembocadura del río San Juan, donde se inició como productor agropecuario; doña María Mercedes temía que su hijo muriese en vuelo, y lo instó a que se estableciese. De todos modos, Anchorena participó en la fundación del Aero Club Argentino a inicios de 1908, que llegó a presidir.
En la estancia desarrolló una actividad muy variada. Impulsó la producción agropecuaria, que exportaba a Argentina y Europa. Pero además, mandó construir su residencia en una combinación de estilos normando y Tudor; y el parque circundante fue encomendado al paisajista alemán Hermann Bötrich, que con gran esmero seleccionó las especies exóticas con que lo embelleció. Anchorena llegó a tener 300 empleados en su estancia, de los cuales 100 se dedicaban al cuidado del parque.
También mandó traer especies animales con la finalidad de dedicarse a la cacería; introdujo el ciervo axis y el jabalí. Su estancia llegó a ser un importante coto de caza en Sudamérica.
El 26 de agosto de 1933 contrajo matrimonio en París con Zelmira Rosa Paz Díaz, quien era la hija menor de José C. Paz, heredera del diario La Prensa y viuda de Alberto Gainza Lynch.

## Legado

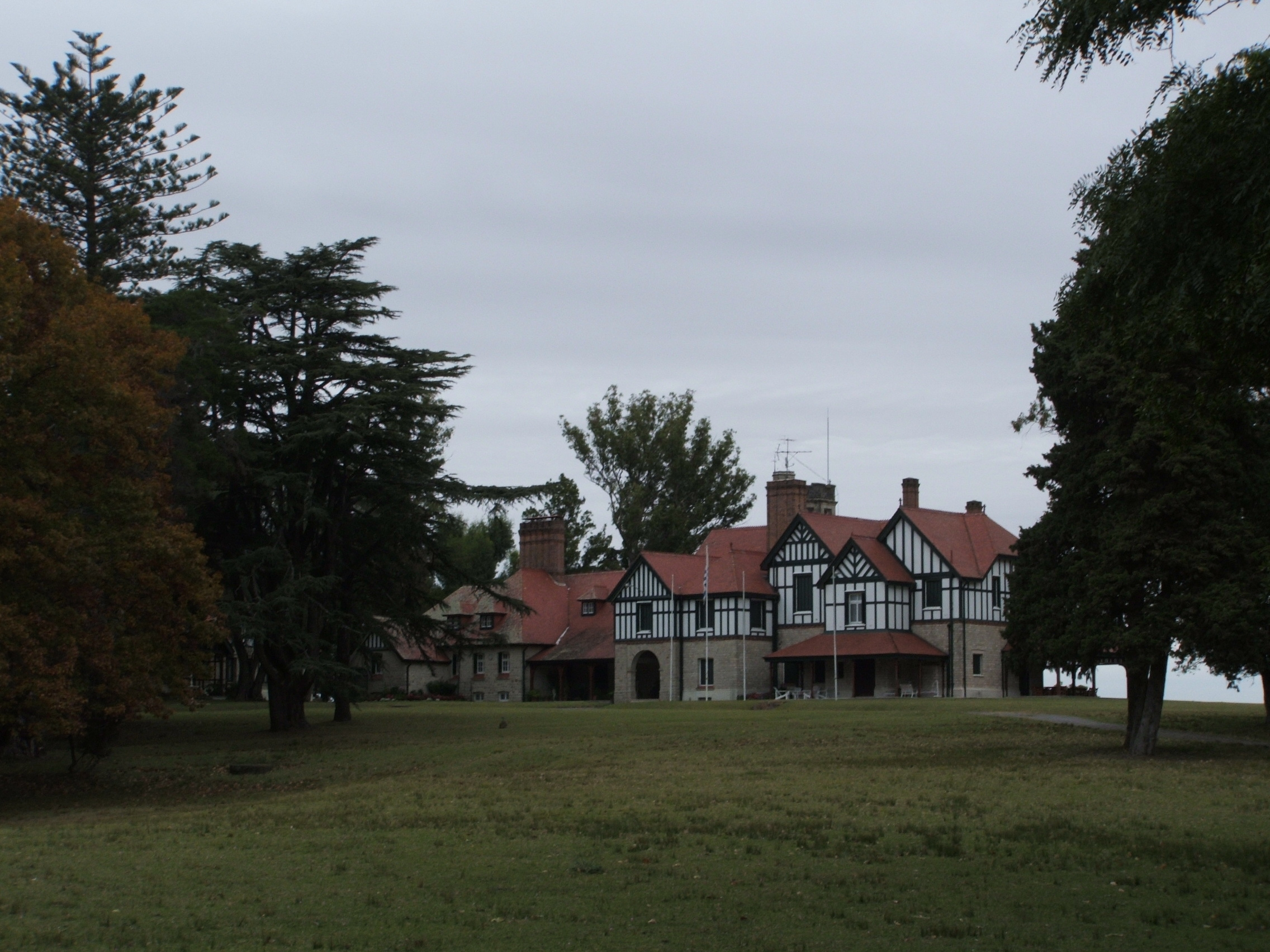
Casa de Anchorena, hoy residencia de descanso presidencial de Uruguay.

Aarón de Anchorena falleció en su residencia de la estancia de la Barra de San Juan, el 24 de febrero de 1965, a los 87 años.
Aarón no tuvo descendencia directa. El 6 de noviembre de 1963, ante el escribano Héctor A. Viana, suscribió su testamento. Dejaba tierras a sus dos ahijados, Juan M. de Anchorena y Luis Ortiz Basualdo. Pero lo más destacable es que legó el casco de la estancia con todo su parque al estado uruguayo gracias a su amistad con el por entonces Presidente Juan José de Amézaga y como agradecimiento al país hermano que lo albergó durante gran parte de su vida. Por tal razón, su nombre es muy conocido en Uruguay: su casa es utilizada como residencia de descanso presidencial. Desde 1990, el Parque Anchorena está abierto al público.
Los restos mortales de Aarón de Anchorena, según expreso deseo del extinto, fueron sepultados en la estancia de la Barra de San Juan. En su base de la torre de piedra Anchorena mandó construir su sepulcro, donde yacen sus restos tal como lo dispuso en su testamento.